# Picnic at Hanging Rock (Fernsehserie)
Picnic at Hanging Rock ist eine australische Historien-Dramaserie, die unter der Regie von Larysa Kondracki produziert wurde. Es handelt sich um eine Neuadaption des gleichnamigen Romans von Joan Lindsay. Im Fokus der Serie steht das mysteriöse Verschwinden von Schülerinnen und einer Lehrerin des Appleyard Colleges. Die Serie feierte im Februar 2018 ihre Premiere auf der Berlinale 2018. Die internationale Erstausstrahlung erfolgte am 6. Mai 2018 bei dem australischen TV-Channel Showcase. In den USA startete die Serie exklusiv am 25. Mai bei Amazon Prime Video. Der Deutschlandstart erfolgte am 10. Mai 2018 bei EntertainTV.

## Handlung
Hester Appleyard kauft ein abgelegenes Herrenhaus in Australien, um es in eine Schule für junge Damen umzuwandeln. Ein paar Monate später ist das Appleyard College ein Erfolg und wird von Hester Appleyard mit fester Hand geführt. Am Valentinstag 1900, als die Schülerinnen und Lehrerinnen ein Picknick zu den Hanging Rocks machen, verschwinden drei der besten Schülerinnen der Schule und eine Lehrerin auf mysteriöse Weise. Ihr Verschwinden hinterlässt verheerende Auswirkungen auf die übrigen Schülerinnen, die Belegschaft, die Schulleiterin und die Gemeinde. Theorien gibt es zuhauf, Geheimnisse werden enthüllt und Hysterie setzt ein.

## Besetzung

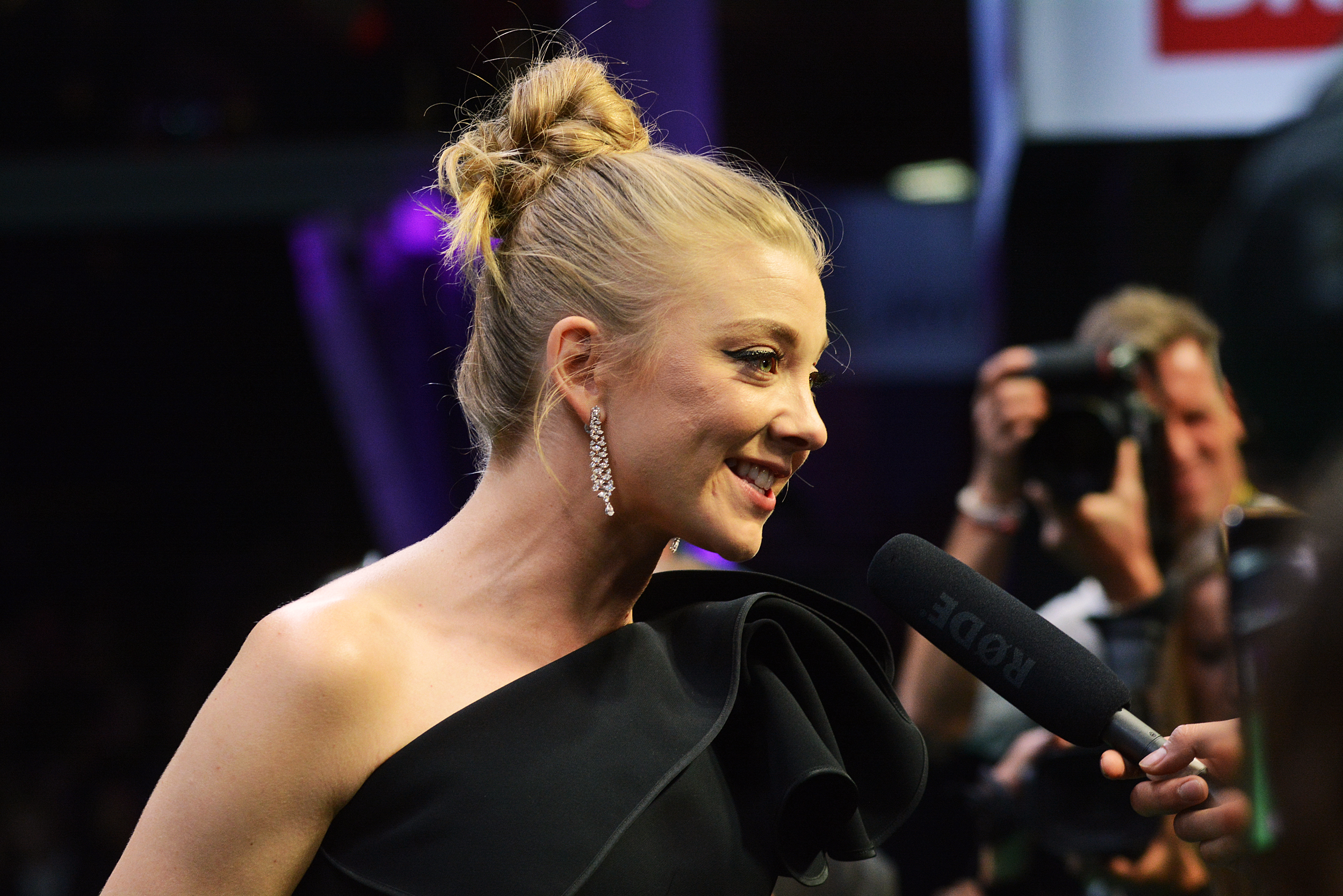
Schauspielerin Natalie Dormer am 5. Oktober 2018 im "Picnic at Hanging Rock"-Interview während des 14. Zürich Film Festivals.

| Schauspieler        | Rolle                           |
| ------------------- | ------------------------------- |
| Natalie Dormer      | Mrs. Appleyard                  |
| Lola Bessis         | Mademoiselle Dianne de Poitiers |
| Lily Sullivan       | Miranda Reid                    |
| Inez Currõ          | Sara Waybourne                  |
| Harrison Gilbertson | Michael Fitzhubert              |
| Emily Gruhl         | Minnie                          |
| James Hoare         | Albert                          |
| Markella Kavenagh   | Myrtle                          |
| Madeleine Madden    | Marion Quade                    |
| Anna McGahan        | Miss McGraw                     |
| Jonny Pasvolsky     | Sgt Bumpher                     |
| Ruby Rees           | Edith                           |
| Yael Stone          | Dora Lumley                     |
| Alyssa Tuddenham    | Lily Kenton                     |
| Samara Weaving      | Irma Leopold                    |
| Bethany Whitmore    | Blanche Gifford                 |

## Vorlage
Die Serie findet inhaltlich Anlehnung an den gleichnamigen und 1967 veröffentlichten Roman der australischen Schriftstellerin Joan Lindsay.
1975 wurde der Roman erstmals unter der Regie von Peter Weir filmisch adaptiert. Der Film kam am 24. Juli 1977 unter dem Titel Picknick am Valentinstag in die deutschen Kinos.

## Kritiken
„[Die ersten zwei Folgen] … wissen mit ihrem Wechsel zwischen zackiger Montage, verträumter Märchenhaftigkeit und dem Auftritt von Natalie Dormer und Lily Sullivan zu überzeugen.“

„Die Story ist nicht nur mysteriös, sondern auch mit einer Tragik versehen […]. Hier wird gestorben, betrogen und hart bestraft.“